# Vladimir Losski
Vladimir Losski (în rusă Владимир Николаевич Лосский, n. 26 mai/8 iunie 1903, Göttingen, Imperiul German – d. 7 februarie 1958, Paris, Franța) a fost un teolog rus.

## Biografia
Vladimir Losski s-a născut în anul 1903 la Gottingen, în Germania. Tatăl său, Nikolai Losski, era profesor de filosofie în Sankt Petersburg. Losski a locuit cu familia în Petrograd din 1920 până când tatăl său și familia au fost exilați din Rusia în 1922.
El a studiat la Facultatea de Arte din Universitatea Petrograd, fiind nevoit să își continue studiile la Praga și, în aceeași perioadă, obține licența la Sorbona-Paris, cu specializarea în studii de filosofie medievală.
După 2 ani de studii la Praga se mută la Paris, unde va rămâne până în anul 1958, când părăsește lumea creată. A predat teologie dogmatică la Institutul St. Dionysus din Paris, unde a fost primul decan al Institutului. În această perioadă a scris lucrarea teologică «Teologia mistică a bisericii de răsărit», prima sinteză dogmatică de teologie, larg apreciată în lumea ortodoxă și nu numai.

## Teologia
Losski tratează raportul dintre teologie și misticism în tradiția ortodoxă răsăriteana și evidențiază principiile dogmatice ale bisericii răsăritene.În lucrarea sa evidențiază și explică termeni teologici elini ca <ousia>,<hypostasis>, <theosis>, <theoria> etc. De asemenea, citează cunoscuți părinți teologi greci, precum Pseudo-Dionisie Areopagitul, Grigore de Nyssa, Grigore de Nazianz, Grigore Palamas ș.a. Este apropiat de gândirea părintelui teolog modern Gheorghe Florovski, denumind teologia sa „sinteza neopatristică”, în opoziție cu teologia <sophiologică> a lui Nikolai Berdiaev, ori a teologului modern Vladimir Soloviov.
De asemenea, raporteză critic dogmatica ortodoxă față de hermeneutica ebraică și filosofia neoplatonică. Subliniază rolul Trinității Divine în teologia răsăriteană, evidențiind Ființa, Ipostasurile Dumnenzeești și Energiile divine necreate. Consideră teologia ca fiind nedesparțită de mistică, altfel spus, prin mistică omul reușind să se apropie de Dumnezeu.

## Legături externe
- Despre Vladimir Lossky la enciclopedia OrthodoxWiki
- http://www.orthodoxinfo.com/general/lossky_intro.aspx
- Vladimir Lossky, 4 iulie 2012, CrestinOrtodox.ro